# Ken Iwao
Ken Iwao (født 18. april 1988) er en japansk fodboldspiller, som spiller for den japanske fodboldklub Tokushima Vortis.